# Сент-Андеоль-де-Фуршад
Сент-Андео́ль-де-Фурша́д (фр. Saint-Andéol-de-Fourchades, окс. Sant Andiòu de Forchadas) — коммуна во Франции, находится в регионе Рона — Альпы. Департамент коммуны — Ардеш. Входит в состав кантона Ле-Шейлар. Округ коммуны — Турнон-сюр-Рон.
Код INSEE коммуны — 07209.

## Население
Население коммуны на 2008 год составляло 54 человека.
| 1962 | 1968 | 1975 | 1982 | 1990 | 1999 | 2008 |
| ---- | ---- | ---- | ---- | ---- | ---- | ---- |
| 191  | 131  | 101  | 104  | 99   | 89   | 54   |

## Экономика
В 2007 году среди 30 человек в трудоспособном возрасте (15—64 лет) 21 были экономически активными, 9 — неактивными (показатель активности — 70,0 %, в 1999 году было 57,1 %). Из 21 активных работали 20 человек (12 мужчин и 8 женщин), безработным был 1 мужчина. Среди 9 неактивных 1 человек был учеником или студентом, 3 — пенсионерами, 5 были неактивными по другим причинам.